# Chiesa di San Nicola a Chiancalata
La chiesa di San Nicola a Chiancalata fa parte del complesso delle chiese rupestri di Matera.

## Descrizione
La chiesa, dedicata a San Nicola di Mira, presenta un impianto longitudinale. L'aula ed il presbiterio sono divisi da un elemento bizantineggiante, ovvero, l'iconostasi costituita da un'arcata centrale.